# Robert Plumer Ward
Pour les articles homonymes, voir Ward.
Robert Ward ou à partir de 1828 Robert Plumer Ward (19 mars 1765 - 13 août 1846), est un avocat, homme politique et romancier anglais.

## Biographie
Il est né à Mount Street, Mayfair, Londres, le 19 mars 1765, fils de John Ward et de son épouse Rebecca Raphael. Son père est marchand à Gibraltar, et pendant de nombreuses années, il est également greffier en chef du département civil des munitions de la garnison. Sa mère appartient à une famille juive séfarade de Gênes . Robert Ward fait ses études d'abord à l'école privée de Robert Macfarlane à Walthamstow, puis à la Westminster School. Il est entré à Christ Church, Oxford, immatriculé le 12 février 1783. En 1785, il devient élève de Inner Temple.

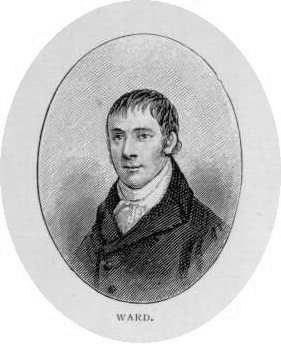
Robert Plumer Ward en tant que jeune homme

Ward passe ensuite quelques années à l'étranger et voyage en France au début de la période révolutionnaire. Il est admis au barreau le 17 juin 1790, et peu de temps après il est allé sur le circuit ouest. À Londres en 1794, une conversation fortuite à Bell Yard, près de Fleet Street le met en possession d'informations sur la subversion, et Ward en informe Richard Ford qui est magistrat de police. Ford emmène Ward directement auprès de William Pitt le Jeune le Premier ministre, et des officiers de justice Archibald Macdonald et John Scott. Cette découverte fortuite a donné à Ward ses contacts politiques et juridiques .
Ward est maintenant passé du circuit ouest au circuit nord, pour profiter de ses nouvelles connexions. Il a également une petite pratique en common law à Londres et devant le conseil privé. Il écrit un autre ouvrage juridique sur commande, pour le gouvernement. Une récompense sous la forme d'un poste de juge en Nouvelle-Écosse est offerte à Ward; puis, en juin 1802, il reçoit de Pitt une offre de siège à la Chambre des communes. Ward est député de Cockermouth de 1802 à 1806, après que Pitt l'ait recommandé à William Lowther (2e comte de Lonsdale) pour le siège. Il est réélu le 8 juillet 1802, mais ne prend la parole que le 13 décembre, lorsque, quelque peu contrarié par ses amis, il soutient Henry Addington.
Pitt revient au pouvoir à l'été 1804. Henry Phipps (1er comte de Mulgrave) succède à Dudley Ryder (1er comte de Harrowby) au ministère des Affaires étrangères au début de 1805 et donne à Ward (un lien familial existe par le biais de leurs épouses) le poste de Sous-secrétaire d'État aux Affaires étrangères, Ward démissionnant d'un poste sinécure qu'il occupe en tant que juge gallois. Charles James Fox succède à Mulgrave en 1806 et Ward perd le poste, occupé par George Hammond (diplomate) . Lors de la formation du ministère du duc de Portland en 1807, avec la nomination de Mulgrave comme premier lord de l'amirauté, Ward reçoit un siège au conseil de l'amirauté.
Ward est député de Haslemere de 1807 à 1823 . Refusant une offre de poste de lord du Trésor, Ward reste à l'Amirauté jusqu'en juin 1811, date à laquelle il est nommé greffier de l'Ordnance. Il sert dans ce poste sous Mulgrave, qui est le chef du département, jusqu'en 1823. Il fait un long rapport sur l'état du département des munitions en Irlande, qui est publié le 9 novembre 1816. L'année suivante, il fait un relevé de la côte est et sud de l'Angleterre dans le même but, et en 1819 pour le nord de l'Angleterre. Se retirant des Communes après la session de 1823, il est nommé vérificateur de la liste civile.
Ward possède Hyde House près de Hyde Heath dans le Buckinghamshire, au début du 19e siècle. En 1811, il anticipe le limogeage du gouvernement à la suite de l'adoption de la Regency Act et attendait avec impatience "... d'être à Hyde House dans une quinzaine de jours. Mon jardin, ma ferme, mes plantations et ma bibliothèque sont les idées dominantes, et chaque achat que j'ai fait récemment, qu'il s'agisse de livres ou de couteaux à élaguer, est en vue de ma retraite tant souhaitée. "  Ward s'est retiré en tant que veuf à Hyde House en 1823 pour écrire son roman Tremaine, ou l'homme du raffinement .
Il s'est marié une deuxième fois en 1828 avec Jane Plumer, la veuve et héritière de William Plumer (1736-1822), et adopte le nom supplémentaire de Plumer et s'installe à Gilston Park, Hertfordshire, dont sa femme a hérité de son mari. En 1832, il est nommé haut-shérif. Son poste d'auditeur de la liste civile est incorporé au Trésor en janvier 1831 et, de nouveau veuf, il séjourne à l'étranger.
Il se marie pour la troisième fois en 1833 à Mary, la fille du général Sir George Anson. Au début de 1846, il emménage avec sa femme dans la résidence officielle de son père, qui est gouverneur de l'Hôpital royal de Chelsea, et y mourut le 13 août de la même année. Il y a un portrait de Ward par Henry Perronet Briggs, dont une gravure de Charles Turner est en préface de ses Mémoires .

## Travaux
Il a écrit des essais et de la fiction, avec quelques livres sur le droit international.
- An Enquiry into the Foundation and History of the Law of Nations in Europe from the Time of the Greeks and Romans to the Age of Grotius, vol. I, Londres, Printed by A. Strahan and W. Woodfall for J. Butterworth, 1795 (lire en ligne)
- Traité des droits et devoirs relatifs des belligérants et des puissances neutres dans les affaires maritimes, dans lequel les principes des neutralités armées et les avis de Hübner et Schlegel sont examinés en détail (1801). Ce travail se rapportait à la Deuxième Ligue de neutralité armée 1800–1 et a été entrepris à la demande de William Grenville, en tant que ministre des Affaires étrangères, pour représenter les droits des belligérants du point de vue britannique [8].
- Un essai sur la contrebande; étant une continuation du Traité des droits et devoirs relatifs (1801).
- Une vue de la situation relative de M. Pitt et de M. Addington avant et dans la nuit de la motion de M. Patten (1804) est l'implication (anonyme) de Ward au début de 1804 dans une guerre par pamphlet, du côté de Pitt contre les partisans du ministère Addington. Il a été déclenché par Quelques remarques sur l'état des parties (1803, anonyme, par Thomas Richard Bentley). Henry Addington n'est probablement pas impliqué, mais Hiley Addington et Charles Bragge l'étaient très probablement; du côté de Pitt, Thomas Courtenay avait l'habitude de répondre, mais Ward s'implique de sa propre initiative [9]. Il y a eu une réponse de John Adolphus [10].
- Une enquête sur la manière dont les différentes guerres d'Europe ont commencé au cours des deux derniers siècles (1804 ou 1805). Ces travaux défendirent la saisie d'un navire à trésor espagnol (6 octobre 1804); et a été lu et approuvé par Pitt avant publication.
- Tremaine; ou, l'homme du raffinement (1825), roman.
- De Vere; ou, l'homme de l'indépendance (1827), roman. Dans ce document, George Canning est censé être représenté sous le personnage de Wentworth.
- Illustrations de la vie humaine, 1837; 2e édition. 1843. Saint Lawrence dans ce travail est basé sur une histoire vraie, tirée de Joseph Hunter, A True Account of the Alienation and Recovery of the Estates of the Offleys of Norton (1754).
- Essai historique sur le caractère réel et le montant du précédent de la révolution de 1688, 1838, 2 vol. Lorsque ce travail a été critiqué dans la Revue d'Édimbourg et a été conçu comme une brochure conservatrice sous le couvert de l'histoire, Ward a répondu à la critique dans une brochure anonyme intitulée The Reviewer Review
- Images du monde chez soi et à l'étranger, 1839, 3 vol.
- Essai historique sur le caractère réel et le montant du précédent de la révolution de 1688 (1838)
- De Clifford; ou, l'homme constant (1841), roman.

Les Mémoires de la vie politique et littéraire de Robert Plumer Ward parurent en 1850, édités par Edmund Phipps. Des sélections des œuvres inédites de Ward sont contenues dans le vol. ii. du Mémoire ; ce sont de courts essais sur différents sujets sous le titre de The Day Dreamer. La partie publiée de Ward's Diary s'étend de 1809 (quand il l'a commencé) au 22 novembre 1820; la partie restante n'a pas été publiée parce que l'éditeur la considérait (en 1850) comme trop récente. Sa valeur historique est que Ward était en relations proches avec Spencer Perceval .
Beaucoup de ses lettres à Peter George Patmore, qui l'a conseillé en matière littéraire, se trouvent dans Patmore's Friends and Connaissances. Ward a édité Chatsworth, ou le roman d'une semaine, un certain nombre de contes de Patmore .

## Famille
Ward s'est marié trois fois.
1. Le 2 avril 1796, avec Catherine Julia, la quatrième fille de Christopher Thompson Maling de Durham. Avec elle, il fait la connaissance d'Henry Phipps (1er comte de Mulgrave), qui a épousé la fille aînée. Henry George Ward, leur fils, est diplomate, homme politique et auteur de voyages.
2. Le 16 juillet 1828, Ward se remarie avec Plumer Lewin de Gilston Park, Hertfordshire, et à cette occasion prend le nom de famille de Plumer en plus de Ward. Elle est décédée en 1831. Son premier mari était le député William Plumer, décédé en 1822 [12]. Elle a ensuite épousé le capitaine Richard John Lewin RN, frère de Harriet Grote, en 1825; il est décédé en 1827. À sa mort en 1833, la fortune qu'elle avait de William Plumer passe à Henry George Ward, son beau-fils[13].
3. Il épouse, en troisièmes noces, en 1833, Mary Anne, la riche veuve de Charles Gregory Okeover. Elle est la fille du général Sir George Anson et la sœur de l'amiral Talavera Vernon Anson (en).

Ward est le grand-père du juge, Dudley Ward ; l'oncle par mariage de son biographe Edmund Phipps, et le grand-oncle du théologien, William George Ward.